# (4651) Wongkwancheng
(4651) Wongkwancheng est un astéroïde de la ceinture principale.

## Description
(4651) Wongkwancheng est un astéroïde de la ceinture principale. Il fut découvert le 31 octobre 1957 à Nanking par l'observatoire de la Montagne Pourpre. Il présente une orbite caractérisée par un demi-grand axe de 2,85 UA, une excentricité de 0,06 et une inclinaison de 1,7° par rapport à l'écliptique.

## Compléments